# Enzo Bearzot
Vincenzo "Enzo" Bearzot (Aiello del Friuli, 26 de setembro de 1927 — Milão, 21 de dezembro de 2010) foi um futebolista e treinador italiano.
Sua maior conquista foi juntamente com a Seleção Italiana de Futebol, levando-a ao título da Copa do Mundo de 1982.

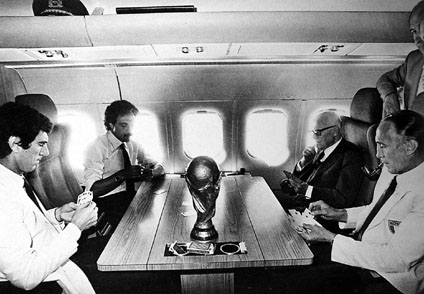
Bearzot, mais à direita, no voo que levou os campeões de 1982 de volta à Itália. Na foto, está jogando cartas com o presidente da Itália, Sandro Pertini (no banco ao seu lado), o atacante Franco Causio (de bigode) e o goleiro Dino Zoff (mais à esquerda), com a taça FIFA na mesa.

## Carreira

### Como jogador
Jogando como zagueiro não teve muito sucesso como jogador. Estreou em 1946, jogando pelo Pro Gorizia, depois jogou pela Internazionale, Catania e Torino. Fez apenas um jogo pela seleção.

### Como treinador
Após encerrar a carreira em 1964, Bearzot assumiu o cargo de assitente técnico do Torino. Seu primeiro time como técnico foi o Prato que estava então na Série C.
Bearzot não ficou muito tempo treinando o Prato, sendo convidado pela federação italiana de futebol a ser técnico da seleção sub-23 e assistente do técnico Ferruccio Valcareggi, da seleção principal.

#### Anos 70
Após a Copa do Mundo de 1974, disputada na Alemanha, Bearzot foi promovido a dividir o cargo de técnico da seleção italiana de futebol principal com o técnico Valcareggi, e depois em 1977 assumiu totalmente o controle da seleção.
Seu estilo serve como referência, uma vez que, ao assumir a seleção, conseguiu aliar o defensivismo típico do futebol italiano, com um futebol de toques e refinamentos, com qualidade no meio-campo e no ataque, coisa rara na seleção italiana na época.
Após assumir o controle total da seleção, Bearzot dirigiu o time ao quarto lugar na Copa do Mundo de 1978, disputada na Argentina e que teve a anfitriã como campeã, jogando um bom futebol.

#### Anos 80
Em 1980 obteve o mesmo resultado na Eurocopa 1980, jogando em casa.
Na Copa do Mundo de 1982, após a primeira fase na qual a Itália jogou e empatou os três jogos, Bearzot anunciou que faria greve de silêncio para a imprensa, após as duras criticas feitas pela imprensa italiana, que queria a volta do antigo futebol italiano, extremamente defensivo.
Curiosamente após essa decisão a seleção italiana começou realmente a jogar, executando um bom futebol vencendo a Argentina por 2 a 1, o Brasil por 3 a 2, e na semifinal a Polônia por 2 a 0.
Na final o time de Bearzot bateu a forte seleção alemã por 3 a 1, conquistando assim pela terceira vez, o título da Copa do Mundo.
Bearzot ainda treinou a seleção italiana durante as eliminatórias para Eurocopa 1984 (a Itália não se classificou), as Olimpíadas do mesmo ano e a Copa do Mundo de 1986, quando renunciou ao cargo após derrota nas oitavas de final para a França.
Depois de um longo período de inatividade, Bearzot foi escolhido como diretor da FIGC (federação italiana de futebol) no setor técnico em 2002. Deixou o cargo em 2005.